# Iaroslav Ievdokimov
 (février 2015).
Le contenu est difficilement compréhensible vu les erreurs de traduction, qui sont peut-être dues à l'utilisation d'un logiciel de traduction automatique.
Pour les articles homonymes, voir Evdokimov.
Iaroslav Alexandrovitch Ievdokimov (en ukrainien : Ярослав Олександрович Євдокимов), né le 22 novembre 1946 à Rivne, en RSS d'Ukraine, est un chanteur, baryton, artiste émérite de la fédération de Russie, Artiste du peuple du Bélarus.

## Biographie
Iaroslav Alexandrovich Ievdokimov naît le 22 novembre 1946 à Rivne, en RSS d'Ukraine. Sa mère, Anastasia Harytonivna Otcheretovytch, à l’âge de dix-huit ans, après avoir souffert de répressions politiques, est emprisonnée à Rivne, et met son fils au monde en prison. 
Iaroslav grandit à Koryst, dans le district de Korets et la région de Rivne, en Polésie. Il est élevé par sa grand-mère Yaryna, sa tante Anna et son grand-père Kharyton, forgeron de première classe, et chante dans la chorale de l’église. 
Après le lycée, il étudie à l’école professionnelle de Korets (1964-1965), où il est formé comme conducteur de tracteur et mécanicien de 1re classe, puis il sert dans l'Armée rouge.
Puis Iaroslav part travailler dans une usine de pneus à Dnipropetrovsk, où il commence à chanter dans un restaurant. À Dnipropetrovsk, Ievdokimov épouse une Biélorusse, puis retourne dans son pays natal.
Il fait la connaissance du professeur de chant Vladimir Boutchel'. Trois ans plus tard il a pris beaucoup de leçons de Maestro. Il chante comme soliste dans le chœur de la région militaire de Biélorussie (1977-1980).

Il est invité par Olga Moltchanova à participer aux programmes de télévision populaires « Le plus large cercle » et « Chantons, les amis » On l'entend fréquemment sur les programmes radio soviétiques.
Iaroslav Ievdokimov a participé au Bazar Slave à Vitebsk (Biélorussie), il a été membre du jury du festival.

En 1998, Ievdokimov est invité au festival « Le Hit d'Or » (Moguilev, Biélorussie).
Iaroslav Ievdokimov a un ton de voix inhabituel, il chante d'une voix de baryton lyrique. Il peut chanter aussi d'une voix de basse et de ténor. Pour la puissance de sa voix, on a pu le comparer à Caruso. Alors que les experts lui prédisent une carrière de chanteur d’opéra, Iaroslav préfère s'orienter vers des œuvres folkloriques et originales.
Depuis 2009, Iaroslav Ievdokimov est citoyen de Russie.

## Titres honorifiques
- 17 avril 1980 - Selon le décret du Présidium du Soviet suprême de la république socialiste soviétique de Biélorussie, il reçoit le titre honorifique d'« artiste émérite de la république socialiste soviétique de Biélorussie »
- 13 juillet 1987 - Selon le décret du Présidium du Soviet suprême de la république socialiste soviétique de Biélorussie, il reçoit le titre honorifique d'« artiste du peuple de la république socialiste soviétique de Biélorussie »
- 15 février 2006 – Un décret présidentiel lui décerne le titre honorifique d'« artiste émérite de la fédération de Russie ».
- Iaroslav Ievdokimov a été honoré par le projet internet unique de « Nouvelle Ukraine »[9].

## Discographie
- 1988 – Tout va se réaliser ;
- 1994 – Ne pas déchirer la chemise – chanson par V. Okorokova (CD) ;
- 2002 – Rêveur – chanson par A. Morozova (CD) ;
- 2002 – Embrasse ta paume (CD) ;
- 2006 – Au-delà de la rivière blanche (CD) ;
- 2008 – Iaroslav Ievdokimov  et le duo Sladka Iagoda (« Douce baie ») : les meilleures chansons ukrainiennes et de Cosaques ;
- 2012 – Retour à l’automne (CD).

## Sources
- Беларуская энцыклапедыя. Т. 6. – Мн., 1998. Энцыклапедыя літаратуры і мастацтва Беларусі. Т. 2. – Мн., 1985.
- Encykłapiedyja biełaruskaj papularnaj muzyki. Mińsk: Zmicier Kołas, 2008, s. 368.  (ISBN 978-985-6783-42-8). (biał.)
- Iaroslav Ievdokimov «Золотий Фонд української естради»
- http://www.oblgazeta.ru/culture/13950/
- http://vpu-24korec.narod.ru/vipuskniki.html
- http://www.buchel.ru